# キレート滴定
キレート滴定（キレートてきてい、chelatometric titration ）とは、錯滴定の一種で、錯形成試薬としてキレート試薬と呼ばれる多座配位子を用いるもの。この容量分析法は金属イオンの迅速で簡単な定量法の1つとして広く用いられている。
主なキレート試薬としてEDTA（エチレンジアミン四酢酸）が用いられる（実際には、EDTAは水に難溶であることから、同物質の二ナトリウム塩（エチレンジアミン四酢酸二水素二ナトリウム）が広く使用されている）。

## 概要
中和滴定などの滴定においては、滴定の対象となるイオン濃度が終点付近で急激に減少する（中和滴定では水素イオンである）。しかし錯体の生成を用いて滴定を行う場合、終点において生成しているはずの化合物より配位数の少ない錯体が先に生成し、さらに配位数の大きな化合物が解離する為、イオン濃度の減少が緩やかになる。したがって一分子に一箇所でのみ配位する錯体では滴定を行うのは難しい。
しかし、一分子につき複数箇所で配位するキレート錯体は生成反応の段階数が少なく、錯体の解離もしにくい為安定度が高い。したがってキレート錯体で滴定を行うことができる。
キレート錯体をつくる配位子としてポリアミンがあるが、ポリアミンは配位できる金属イオンの種類が少ないため、通常はEDTA（エチレンジアミン四酢酸）が用いられる。